# Immanuelskyrkan, Stockholm
Immanuelskyrkan är en frikyrka, ansluten till Equmeniakyrkan och belägen på hörnet Kungstensgatan 17/ Birger Jarlsgatan 63 i centrala Stockholm. Församlingen är med 1 350 medlemmar den största församlingen inom Equmeniakyrkan.

## Kyrklig verksamhet
Immanuelskyrkans församling är en frikyrkoförsamling som tidigare utgjorde en del av Svenska missionskyrkan. Församlingen välkomnar varje person som bekänner Jesus Kristus som herre och frälsare. Inom ramen för den bekännelsen är alla troende välkomna och församlingen låter sina medlemmar själva ta ställning till olika tolkningsfrågor inom den kristna tron efter deras samvete och Bibeln. Det innebär bland annat att församlingen förrättar dop grundat på olika dopsyner och välkomnar troende med olika åsikter om nattvardsgemenskapens innebörd och den kristna bekännelsens uttryck.

### Mission
Immanuelskyrkan är, liksom Equmeniakyrkan i övrigt, engagerad i missionsverksamhet utomlands, bland annat genom före detta Svenska missionskyrkans systerkyrkor i Kongo-Brazzaville, Ecuador, Indien, Japan och Kongo-Kinshasa.

### Medlemmar
Kyrkan har 1 500 medlemmar och en nybildad Equmenia-förening (en före detta SMU-förening) som når drygt 900 barn och ungdomar, vilket gjorde församlingen till den största inom tidigare Svenska missionskyrkan.
Församlingen är uppdelad i tre grupper efter språk:
- Svenska gruppen som har två gudstjänstgemenskaper, söndagens 11-gudstjänst och Immanuel 153 som firar gudstjänst klockan 16 samma dag.
- Koreanska gruppen har gudstjänst klockan 11 på söndagar.
- Internationella gruppen som har gudstjänst klockan 11 på söndagar med engelska som gemensamt språk.
- Portugisiska gruppen som firar gudstjänst på portugisiska på söndagar.

Immanuelskyrkan har också ungdomsmöten varannan fredag där ungdomar träffas för att starta med fika för att sedan göra en aktivitet tillsammans. Kvällen avslutas med andakt och häng efter.

## Historia

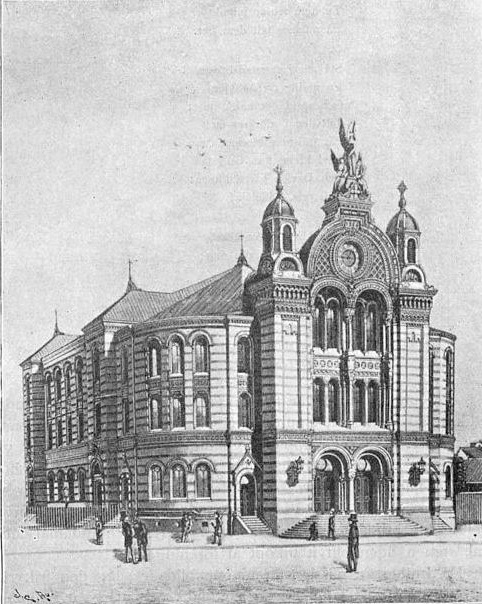
Immanuelskyrkan, Tulegatan

År 1871 grundades Lutherska missionsföreningen i Stockholm. Åtta år senare, 1879, anslöt sig kyrkan till det då tämligen nybildade Svenska missionsförbundet, senare kallad Svenska missionskyrkan. Föreningen blev grunden för ett antal missionsförsamlingar i Stockholm.[källa behövs]
År 1962 fanns det sex missionsförsamlingar kvar i innerstaden, fyra av dem (Betesdakyrkan på Östermalm, Emauskyrkan i Vasastan, gamla Immanuelskyrkan vid Tulegatan och Missionskyrkan Valhalla) beslöt att gå samman till en ny församling som fick namnet Immanuelskyrkan. Eftersom kyrkornas gamla lokaler var illa medfarna och flera av dem var rivningshotade beslöt församlingen att försöka uppföra en ny modern gemensam kyrka.[källa behövs]
Församlingen förvärvade kvarteret Provisorn, som ligger strax (diagonalt) norr om kvarteret Hälsan där gamla Immanuelskyrkan låg och uppförde 1974 den nuvarande kyrkobyggnaden samt en stor kontors- och hotellfastighet. Kyrkan invigdes av distriktsföreståndare och pastor Alvar Arenlid. Att hela kvarteret skulle bebyggas var ett villkor för förvärvet.[källa behövs] 1980 gick även Ansgariikyrkan på Kungsholmen upp i Immanuelskyrkan.
Den i Stockholms innerstad andra kvarvarande före detta missionskyrkan är Andreaskyrkan på Södermalm. Andreaskyrkan byggdes 1877 och var Svenska missionskyrkans första kyrka i Stockholm.

## Immanuelskyrkans organisation
Immanuelskyrkan är medlem i Equmeniakyrkan, en kyrka som tillhör de tidiga svenska folkrörelserna från 1800-talet. Equmeniakyrkan, är uppbyggt enligt en demokratisk styrelseform där det högsta beslutande organet är församlingsmötet, där varje medlem har en röst. Församlingarna, som exempelvis Immanuelskyrkan, är helt fristående, men samverkar genom gemensamma organ.[källa behövs]

## Fastighetsförvaltning
Immanuelskyrkans församling äger det bolag, Probitas, som äger fastigheten där bland annat kyrkan finns. Där finns också en stor kontorsbyggnad och Hotel Birger Jarl. Hotellet, liksom fastigheterna förvaltas av helägda bolag.

## Kyrkobyggnad

### Gamla Immanuelskyrkan
Den gamla Immanuelskyrkan, i närliggande kvarteret Hälsan, var ritad av Erik Gustaf Sjöberg, invigdes 1886 och revs 1977.

### Den nuvarande kyrkan

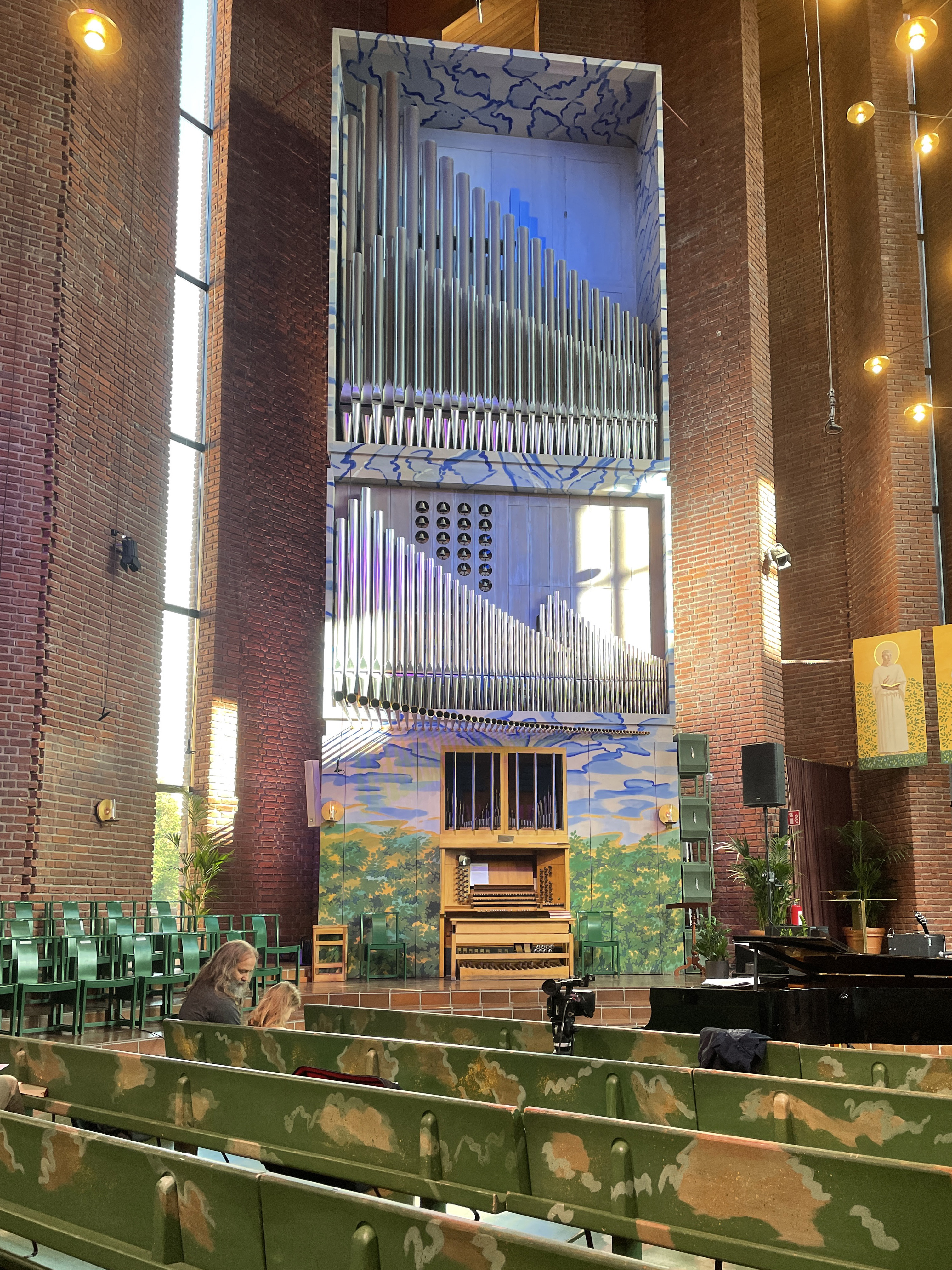
Orgeln från Grönlunds Orgelbyggeri. Orgelskåpet är utformat och färgsatt i samarbete mellan orgelbyggmästare Gustaf Grönlund, inredningsarkitekt Sture Andersson och konstnär Pär Andersson.

Den nuvarande kyrkobyggnaden i korsningen Kungstensgatan och Birger Jarlsgatan ligger på tomten för de gamla spårvagnshallarna i kvarteret Provisorn. Spårvägen hade tidigare en livlig verksamhet i området, och i grannkvarteret Spårvagnen finns bevarade vagnshallar. Provisorn omges förutom av Birger Jarlsgatan och Kungstensgatan också av Rådmansgatan och Tulegatan. Kyrkan förvärvade hela kvarteret och rev bebyggelsen 1974 och uppförde sin egen kyrka samt de tillhörande hotell- och kontorsbyggnaderna.
Den nya bebyggelsen i kvarteret ritades av Sture Frölén och Fröléns Arkitektkontor och byggnationen pågick 1970 – 1974. Kyrkan ligger i det nordöstra hörnet av kvarteret och är en 18 meter hög byggnad, med en uttrycksfull fasad i holländskt tegel. Framför kyrkan reser sig ett smalt klocktorn i rå betong som pryds av ett enkelt kors. Mot Birger Jarlsgatan finns det butikslokaler i bottenplanet. Invändigt kombineras ett fåtal material som används genomgående, betong, tegel och bruna keramiska plattor på golvet. Inredningen är utformad av inredningsarkitekten Sture Andersson och konstnären Pär Andersson. Resten av kvarteret upptas av en kontors- och hotellfastighet i 6-7 våningar med fasad i glaserat vit tegel med bottenvåning i ofärgad betong.

## Diskografi
Inspelningar av musik framförd på kyrkans orgel.
- Ave maris stella lucens / Södersten, Gunno, orgel. LP. Sirius Silp 815. 1976.
- Bortom berg och mörka vatten / Nordqvist, Gustaf, kompositör ; Sjökvist, Gustaf, orgel. LP. Proprius PROP 9903. 1982.
- Pro pace / Södersten, Gunno, orgel. CD. Proprius PROP 9916. 1983.

### Fotnoter
1. 1 2  ”En öppen kyrka...”. Immanuelkyrkan. Arkiverad från originalet den 23 mars 2009. https://web.archive.org/web/20090323043029/http://www.immanuel.se/templates/Page____1970.asp. Läst 13 januari 2009.
2. ↑  Matrikel för Svenska Missionskyrkan och SMU 2007 – 2008, utgiven i augusti 2007, s.39 – 40.
3. ↑  ”Sydöstra Vasastaden Byggnadsinventering 1974” (PDF). sid. 17. http://www.stockholmskallan.se/PostFiles/KUL/SSM_Sydostra_Vasastaden__byggnadsinventering_1975_00.pdf. Läst 20 mars 2010.
4. ↑  ”Sydöstra Vasastaden Byggnadsinventering 1974” (PDF). sid. 1–2. http://www.stockholmskallan.se/PostFiles/KUL/SSM_Sydostra_Vasastaden__byggnadsinventering_1975_03.pdf. Läst 13 januari 2008.